# Moriah (Trinidad y Tobago)
Moriah es una localidad de Trinidad y Tobago, que forma parte de la parroquia de St. David.

## Geografía
La localidad abarca parte de la isla de Tobago y limita al norte con el mar Caribe, al sur con Mason Hall (localidad perteneciente a la parroquia de St. George), al este con Easterfield (localidad perteneciente a la parroquia de St. Patrick) y al oeste con Culloden y Golden Lane.

## Demografía
Datos demográficos de la localidad de Moriah:
| Gráfica de evolución demográfica de Moriah entre 2000 y 2011 |
|                                                              |